# Donald Where's Your Troosers?
«Donald Where's Your Troosers?» — пісня шотландського співака Енді Стюарта. Це комічна пісня про шотландця з іменем Дональд, який носить кілт замість штанів. Текст пісні написаний Енді Стюартом, а музика до неї — Нілом Грантом. Пісня стала хітом у 1961 та 1989 роках. Неодноразово переспівувалася багатьма музикантами. Перша частина пісні написана у традиційній шотландській манері, а інша — у стилі рок-н-рол, на кшталт виконавця Елвіса Преслі, який здійснив вплив на Енді.
Енді Стюарт  написав пісню за 10 хвилин у туалеті студії звукозапису будучи без штанів.